# هابی، همبلتون
هابی (به انگلیسی: Huby) یک روستا و محله مدنی در بریتانیا است که در همبلتون واقع شده‌است. هابی ۱٬۱۶۷ نفر جمعیت دارد.